# Scapin (apelido)
Scapin é um apelido de família da onomástica da língua italiana muito difundido no Vêneto, sobretudo nas províncias de Padova e Vicenza.
O nome poderia derivar do termo 'scabinos', adaptação em latim medieval do termo franco 'Skabins', comprovado na legislação longobarda para indicar uma categoria de funcionários menores que formavam um colégio competente em matéria de ações judiciais. Uma outra interpretação vê o sobrenome derivar do termo 'scappino', forma dialetal para indicar a língua do calçado - a parte que cobre o pé. O sobrenome é difundido a partir do ano 1500 e tem algumas variantes como Scapinello (província de Treviso e Udine), Scapinelli (província de Modena e Bologna), Scabin (concentrado na província de Rovigo), Scappin (província de Treviso), Scappini (províncias de Verona e Florença).